# Kuang-tung Chung-jüan
Kuang-tung Chung-jüan (čínsky pchin-jinem Guǎngdōng Hóngyuǎn, znaky zjednodušené 广东宏远, tradiční 廣東宏遠) byl čínský profesionální fotbalový klub, který sídlil ve městě Kuang-čou (v českém přepise taktéž jako Kanton) v provincii Kuang-tung. Založen byl v roce 1958 pod názvem Kuang-tung. Zanikl v roce 2001 po fúzi s Čching-tao Chaj-li-feng. Klubové barvy byly modrá, černá a bílá. V čínské nejvyšší fotbalové soutěži klub působil celkem 10 ročníků (sezóny 1987–1990 a 1992–1997).
Plný název klubu byl Fotbalový klub Kuang-tung Chung-jüan (čínsky v českém přepisu Kuang-tung Chung-jüan cu-čchiou ťü-le-pu, pchin-jinem Guǎngdōng Hóngyuǎn zúqiú jùlèbù, znaky zjednodušené 广东宏远足球俱乐部金嗓子喉宝队)

## Historické názvy
- 1958 – Kuang-tung (Kuang-tung cu-čchiou ťü-le-pu)
- 1992 – Kuang-tung Chung-jüan (Kuang-tung Chung-jüan cu-čchiou ťü-le-pu)
- 2001 – fúze s Čching-tao Chaj-li-feng ⇒ zánik

## Známí hráči
- Murray Jones (1994)
- Christophe Cocard (1996)
- Paul Raynor (1997)

## Umístění v jednotlivých sezonách
Stručný přehled
Zdroj:
- 1987: Chinese Jia-B League
- 1988–1990: Chinese Jia-A League
- 1991: Chinese Jia-B League
- 1992–1997: Chinese Jia-A League
- 1998–2001: Chinese Jia-B League

Jednotlivé ročníky
Zdroj:
Legenda: Z – zápasy, V – výhry, R – remízy, P – porážky, VG – vstřelené góly, OG – obdržené góly, +/- – rozdíl skóre, B – body, červené podbarvení – sestup, zelené podbarvení – postup, fialové podbarvení – reorganizace, změna skupiny či soutěže
| Čínská lidová republika (1987 – 2001) |                      |        |    |    |       |    |    |    |     |    |        |
| Sezóny                                | Liga                 | Úroveň | Z  | V  | R     | P  | VG | OG | +/- | B  | Pozice |
| 1987                                  | Chinese Jia-B League | 2      | 20 | 13 | 4     | 3  | 31 | 13 | +18 | 30 | 1.     |
| 1988                                  | Chinese Jia-A League | 1      | 25 | 11 | 7     | 7  | 33 | 24 | +9  | 44 | 5.     |
| 1989                                  | Chinese Jia-A League | 1      | 14 | 4  | 3     | 7  | 8  | 18 | -10 | 19 | 6.     |
| 1990                                  | Chinese Jia-A League | 1      | 14 | 3  | 6     | 5  | 11 | 17 | -6  | 17 | 7.     |
| 1991                                  | Chinese Jia-B League | 2      | 16 | 8  | 5     | 3  | 19 | 10 | +9  | 21 | 2.     |
| 1992                                  | Chinese Jia-A League | 1      | 14 | 4  | 5     | 5  | 18 | 24 | -6  | 13 | 7.     |
| 1993                                  | Chinese Jia-A League | 1      | 6  | 2  | 2 / 0 | 2  | 9  | 9  | 0   | 8  | 2.     |
| 1994                                  | Chinese Jia-A League | 1      | 22 | 8  | 7     | 7  | 28 | 21 | +7  | 23 | 7.     |
| 1995                                  | Chinese Jia-A League | 1      | 22 | 12 | 4     | 6  | 35 | 22 | +13 | 40 | 4.     |
| 1996                                  | Chinese Jia-A League | 1      | 22 | 5  | 10    | 7  | 20 | 25 | -5  | 25 | 9.     |
| 1997                                  | Chinese Jia-A League | 1      | 22 | 4  | 4     | 14 | 16 | 38 | -22 | 16 | 12.    |
| 1998                                  | Chinese Jia-B League | 2      | 22 | 8  | 6     | 8  | 31 | 32 | -1  | 30 | 5.     |
| 1999                                  | Chinese Jia-B League | 2      | 22 | 11 | 6     | 5  | 32 | 24 | +8  | 39 | 3.     |
| 2000                                  | Chinese Jia-B League | 2      | 22 | 8  | 4     | 10 | 27 | 31 | -4  | 31 | 7.     |
| 2001                                  | Chinese Jia-B League | 2      | 22 | 2  | 5     | 15 | 12 | 33 | -21 | 11 | 10.    |

## Účast v asijských pohárech
Zdroj:
| Ročník  | Soutěž                    | Kolo               | Klub           | Doma | Venku | Celkem   |
| ------- | ------------------------- | ------------------ | -------------- | ---- | ----- | -------- |
| 1988/89 | Asijské mistrovství klubů | Předkolo (sk. 6)   | Yamaha Motors  | 3:1  | 3:1   | 2. místo |
| 1988/89 | Asijské mistrovství klubů | Předkolo (sk. 6)   | South China AA | 1:0  | 1:0   | 2. místo |
| 1988/89 | Asijské mistrovství klubů | Předkolo (sk. 6)   | Klub 25. dubna | 0:1  | 0:1   | 2. místo |
| 1988/89 | Asijské mistrovství klubů | Předkolo (sk. 6)   | Wa Seng        | 7:1  | 7:1   | 2. místo |
| 1988/89 | Asijské mistrovství klubů | Základní skupina A | Al-Rasheed SC  | 1:1  | 1:1   | 2. místo |
| 1988/89 | Asijské mistrovství klubů | Základní skupina A | Mohun Bagan AC | 6:0  | 6:0   | 2. místo |
| 1988/89 | Asijské mistrovství klubů | Základní skupina A | Kazma SC       | 1:1  | 1:1   | 2. místo |